# دم‌بادبزنی سرقهوه‌ای
دم‌بادبزنی سرقهوه‌ای (نام علمی: Rhipidura diluta) نام یک گونه از سرده دم‌بادبزنی است.